# Hirky (obwód dniepropetrowski)
Hirky (ukr. Гірки) – wieś na Ukrainie, w obwodzie dniepropetrowskim, w rejonie synelnykiwskim. W 2001 roku liczyła 323 mieszkańców.